# Kostelec u Křížků
Kostelec u Křížků è un comune della Repubblica Ceca facente parte del distretto di Praha-východ, in Boemia Centrale.